# (16424) Davaine
Pour les articles homonymes, voir Davaine.
(16424) Davaine est un astéroïde de la ceinture principale.

## Description
(16424) Davaine est un astéroïde de la ceinture principale. Il fut découvert le 11 février 1988 à La Silla par Eric Walter Elst. Il présente une orbite caractérisée par un demi-grand axe de 2,30 UA, une excentricité de 0,13 et une inclinaison de 2,0° par rapport à l'écliptique.
Il est nommé d’après le micro-biologiste Casimir Davaine.